# Trebaseleghe
Trebaseleghe (AFI: [trebaˈzeleɡe], Trebaxéłeghe in veneto) è un comune italiano di 12 990 abitanti della provincia di Padova in Veneto.
Patrona del paese è la Natività di Maria (8 settembre), compatroni sono san Sebastiano e san Valentino.

## Geografia fisica
Il territorio comunale si estende sul settore nord-orientale della provincia di Padova, ai confini con le province di Venezia e Treviso. È una zona assai ricca di acque, anche sorgive, solcata dai fiumi Dese, Draganziolo e Marzenego. Trebaseleghe accorpa nel suo territorio tre frazioni, Sant'Ambrogio, Silvelle, Fossalta, e una località, Bordugo.

## Origini del nome
Il toponimo, chiaramente veneto, è stato ricondotto ad un composto con il significato di "tre basiliche", probabile riferimento alla presenza di tre luoghi sacri (anche semplici celle o edicole), oppure tre chiese con un inscindibile legame religioso-amministrativo, ovvero le chiese di Trebaseleghe, Cappelletta e Fossalta.
Altre supposizioni lo ricollegano a "tre vichi", ovvero "tre borghi". Se in assenza di fonti non è possibile stabilire a quali tre basiliche il toponimo faccia riferimento, tuttavia i tre distinti nuclei antropici presenti nell'antichità - castello, pieve e borgo - avrebbero costituito i catalizzatori di altrettante fondazioni sacre.
Secondo una recente interpretazione, invece, deriverebbe da "Tresbasilice", a sua volta frutto dell'evoluzione toponomastica "trimasilice" equivalente a "trimasi[basi]lice" e "Terre Basilice", ovvero Terre in cui il vescovo di Treviso possedeva importanti ed estese proprietà.
Un'ultima ipotesi, in ordine di tempo, lo individua derivante da "Tribusi-Eleghe": un'antica suddivisione agrimensoria (Eleghe) dedicata ad una divinità venetica (Tribusi).

## Storia
La località è stata abitata sin dalle epoche più remote grazie all'abbondanza di risorse idriche. Numerosi reperti, quali lance e monete, risalgono invece al periodo romano.
La prima citazione è però in una bolla papale del 1152, con la quale papa Eugenio III confermava tra i domini del vescovo di Treviso anche la plebem de Tribus Basilicis cum castro et villa et pertinentiis suis ("pieve di Trebaseleghe con il castello, il villaggio e le sue pertinenze"). Dal 1185 si tiene annualmente l'Antica fiera dei mussi il giorno 7 settembre.
Posto in posizione strategica, nel medioevo il paese fu più volte devastato dalle guerre che insanguinarono il Trevigiano sino all'arrivo della Serenissima (XIV secolo) sotto la quale, specie dopo la guerra della Lega di Cambrai, si ebbe un periodo di stabilità.
Come i territori circostanti, subì le invasioni napoleoniche, divenendo un comune del dipartimento del Bacchiglione del regno d'Italia, con capoluogo Vicenza. In seguito passò alla provincia di Padova nel regno Lombardo-Veneto, facendo parte del distretto III di Noale. Inoltre acquisì la frazione di Silvelle, precedentemente autonoma. Terminata la dominazione austriaca entrò a far parte del regno d'Italia con il Plebiscito del 1866.

### Simboli
Lo stemma è stato concesso con regio decreto del 27 maggio 1920.
Il castello ricorda quello medioevale di Trebaseleghe che apparteneva al vescovo di Treviso, citato nella bolla di papa Eugenio III del 1152.
Nella parte inferiore dello scudo tre classici portici basilicali fanno riferimento a una delle versioni etimologiche del toponimo Trebaseleghe.
Il gonfalone, concesso con DPR del 9 febbraio 1983, è un drappo troncato di azzurro e di bianco.

## Monumenti e luoghi d'interesse

### Chiesa arcipretale
Di origini antichissime, risalenti almeno all'VIII secolo, l'edificio, in stile neogotico, è stato innalzato nel 1913 su disegno dell'architetto Domenico Rupolo. Contiene diverse importanti opere d'arte e un grandioso organo Tamburini, ereditato dal duomo di Treviso. Il campanile è del XVI secolo.

## Società

### Evoluzione demografica
Abitanti censiti

## Economia
Come tutto il territorio del Veneto centrale, anche a Trebaseleghe si è assistito negli ultimi decenni a un'urbanizzazione e cementificazione forsennate. Il consumo di suolo ha provocato la quasi completa scomparsa della campagna che caratterizzava da sempre il territorio. Con le frazioni di Silvelle, Sant'Ambrogio e Fossalta, il Comune di Trebaseleghe è in pieno sviluppo sia dal punto di vista demografico che economico. Spicca tra le industrie la Grafica Veneta che vanta la stampa di famosi libri e ha avuto l'esclusiva della stampa di un libro di Harry Potter. Altre aziende importanti sono la San Gabriele S.p.A. e industrie produttrici di abiti delle maison di moda più rinomate come i marchi Moncler e Cerruti.

## Infrastrutture e trasporti

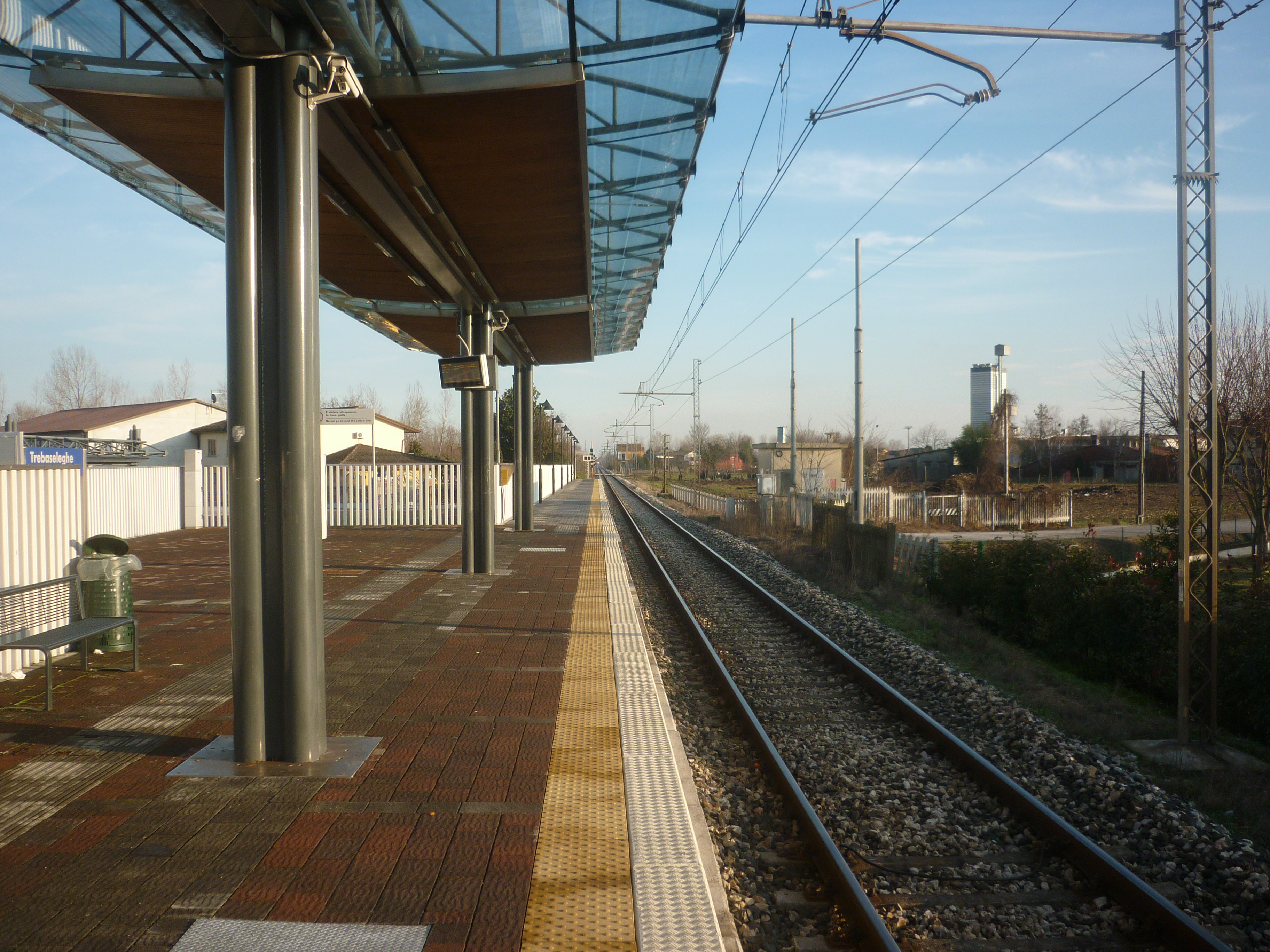
La stazione di Trebaseleghe

### Ferrovie
La stazione ferroviaria di Trebaseleghe si trova in Via Manetti, poco fuori dal centro abitato ed è posta lungo la linea Venezia - Trento passando per Bassano del Grappa.

### Strade
La principale via di comunicazione è rappresentata dalla strada statale 245 Castellana che collega Mestre ai dintorni di Bassano del Grappa. Il capoluogo comunale si è sviluppato lungo questa arteria, che infatti divide il Municipio dalla Chiesa Arcipretale esattamente al centro del paese.

## Amministrazione
| Periodo        | Periodo   | Primo cittadino     | Partito                          | Carica  | Note                                   |
| -------------- | --------- | ------------------- | -------------------------------- | ------- | -------------------------------------- |
| 1980           | 1985      | Giuseppe Franceschi | centro-destra                    | Sindaco |                                        |
| 1985           | 1990      | Luciano Pattaro     | centro-destra                    | Sindaco |                                        |
| 1990           | 1994      | Roberto Tosetto     | centro-sinistra                  | Sindaco |                                        |
| 1994           | 1999      | Roberto Tosetto     | centro                           | Sindaco |                                        |
| 1999           | 2004      | Roberto Tosetto     | centro-destra                    | Sindaco |                                        |
| 2004           | 2009      | Paolo Lamon         | centro-sinistra                  | Sindaco |                                        |
| 2009           | 2014      | Lorenzo Zanon       | Il Popolo della Libertà          | Sindaco | Proveniente dalla frazione di Fossalta |
| 2014           | 2019      | Lorenzo Zanon       | lista civica Trebaseleghe cresce | Sindaco |                                        |
| 26 maggio 2019 | in carica | Antonella Zoggia    | Lega lista civica X Trebaseleghe | Sindaco | Primo Sindaco donna a Trebaseleghe     |